# David Kay

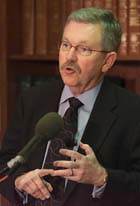
David Kay

David Allen Kay (* 8. Juni 1940 in Houston, Texas; † 13. August 2022 in Ocean View, Delaware) war ein US-amerikanischer Politikwissenschaftler, der von 1991 bis 1992 nach dem ersten Golfkrieg die Waffeninspekteure der Vereinten Nationen im Irak leitete. Von 2003 bis 2004 leitete er mit Beginn des Irakkriegs die Iraq Survey Group, welche nach Massenvernichtungswaffen und damit nach dem Kriegsgrund suchte.

## Ausbildung
David Kay erhielt einen Bachelor of Arts der University of Texas at Austin, einen Master in Internationalen Beziehungen und einen Doktorgrad der Columbia University.

## Karriere
Von Beamten des State Departments wurde er mit Studien zu Themen der UNESCO und die IAEO beauftragt.
Nach dem Golfkrieg war er von 1991 bis 1992 UN-Chef-Waffeninspekteur.
Er leitete die Teams der Inspektoren der Internationalen Atomenergieorganisation im Irak, um chemische, biologische und nukleare Waffen zu finden und zu zerstören.

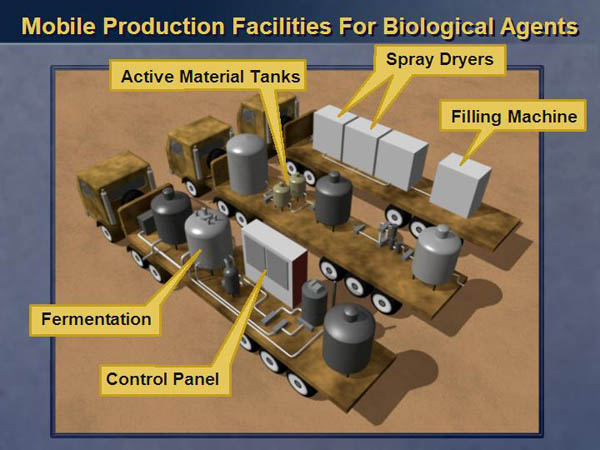
Colin Powells UN-Präsentationsfolie mit einer angeblichen mobilen Produktionsanlage für biologische Waffen. Vortragstitel: Ausführungen an den Sicherheitsrat der Vereinten Nationen, Sekretär Colin L. Powell, 5. Februar 2003, Folientitel: Angabe, wo Material in mobilen Produktionsanlagen für Biowaffen transportiert wird

Von 1993 bis März 2002 war er Vizepräsident der Science Applications International Corporation (SAIC), wo er mit Steven Hatfill arbeitete und Expertisen zu einem irakischen Massenvernichtungswaffenprogramm lieferte. SAIC war 2001 vom Kabinett George W. Bush beauftragt, Prototypen von mobilen Waffenlaboren zu bauen.
Mit dem Beginn des Irakkriegs 2003 bis 2004 wurde er von George W. Bush zum Direktor der Iraq Survey Group ernannt, welche mit der Central Intelligence Agency und dem US-Militär vor Ort ein Massenvernichtungsprogramm von Saddam Hussein nachzuweisen versuchte.
Er erhielt Auszeichnungen der Internationalen Atomenergieorganisation und des US-Außenministeriums.